# المشرعة (رعاش)

تعديل مصدري - تعديل

المشرعة محلة تابعة لقرية بيت عيس، التابعة لعزلة رعاش بمديرية ذي السفال إحدى مديريات محافظة إب في الجمهورية اليمنية، بلغ تعداد سكانها 54 حسب تعداد اليمن لعام 2004.